# Rudolf Sube
Rudolf Sube (* 23. Juli 1892 in Hamburg; † 1. November 1980 ebenda) war ein deutscher Politiker (NSDAP, CDU).

## Leben

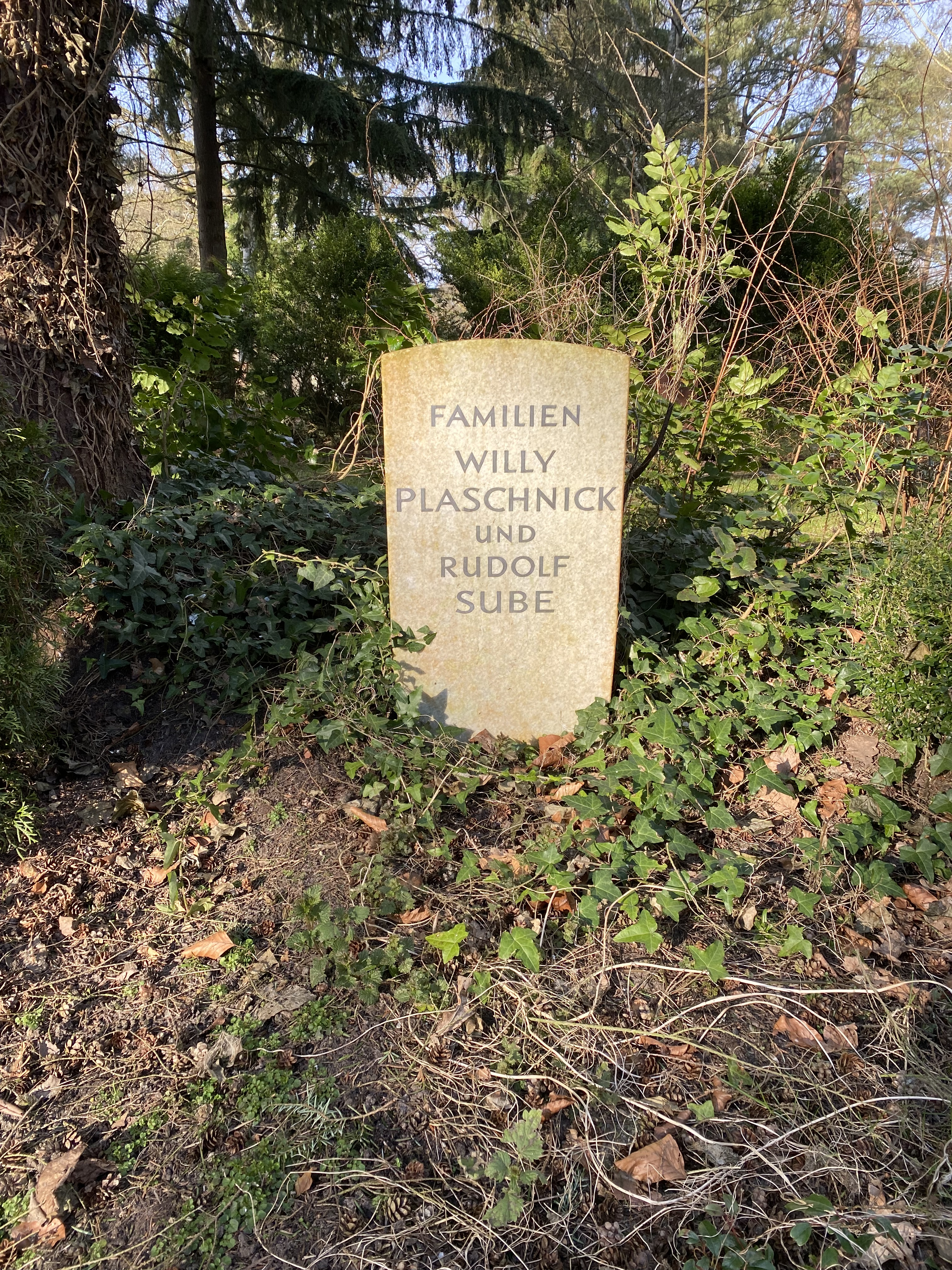
Grabstätte auf dem Friedhof Ohlsdorf

Sube absolvierte von 1907 bis 1910 eine kaufmännische Lehre und war anschließend bis 1934 hauptberuflich im Deutschnationalen Handlungsgehilfen-Verband (DHV) tätig. Neben Tätigkeiten in Hamburg und Altona war er auch als Verbandsgeschäftsführer in Leipzig und Danzig aktiv. Zudem war er Reichsrevisor der Versicherungsgesellschaft Deutscher Ring, die damals dem DHV gehörte und Geschäftsführer des Verbandes kaufmännischer Berufskrankenkassen. Nach der Überführung des DHV in die Deutsche Arbeitsfront endete Subes Tätigkeit dort und er machte sich 1935 mit einer Eisenwarengroßhandlung in Leipzig selbständig. Zudem war er Geschäftsführer des Kartellverbandes der Eisenwarenhändler in Berlin. Von 1936 bis 1940 war er zudem Berufswart für Sachsen der Wirtschaftsgruppe Einzelhandel. Von 1941 bis 1945 war er Abteilungsgeschäftsführer der Handelskammer Danzig und Geschäftsführer der Zweiggeschäftsstelle Danzig der Wirtschaftsgruppe Steine und Erden. Mit dem Kriegsende 1945 wurde er aus Danzig vertrieben und kehrte in seine Heimatstadt zurück, wo er in der Redaktion eines Verlages tätig war. Er wohnte zunächst in Eppendorf und ab Mitte der 1950er Jahre im Braamkamp in Winterhude. Sube wurde auf dem Friedhof Ohlsdorf beigesetzt. Die Grabstätte liegt im Planquadrat Bm 63 zwischen Mittelallee und Kapelle 12. 

## Politik
Von Juni 1924 bis August 1926 war Sube unbesoldeter Senator der damals selbständigen Stadt Altona. Er trat bereits 1925 der NSDAP bei, verließ diese aber im November 1926 wieder. 1933 trat er erneut der NSDAP bei.
Nach dem Zweiten Weltkrieg betätigte er sich politisch in der CDU, in deren Hamburger Landesvorstand er 1952 gewählt wurde. Zudem war er auch stellvertretender Landesvorsitzender der Christlich-Demokratischen Arbeitnehmerschaft. 1953 wurde er als CDU-Mitglied auf der Liste des Wahlbündnisses Hamburg-Block in den Bezirksausschuss Hamburg-Nord gewählt, dem er bis 1966 angehörte. Von 1957 bis 1961 war er Vorsitzender der CDU-Fraktion im Bezirksausschuss. Bei der Bürgerschaftswahl 1957, bei der die CDU wieder eigenständig kandidierte, wurde er zudem für vier Jahre in die Hamburgische Bürgerschaft gewählt und gehörte dort dem Ausschuss für Bezirksverwaltung als Schriftführer an. Er setzte sich für eine Aufgabenverlagerung von der Landesebene auf die Bezirke ein und verband dies mit der Forderung nach einem Etatrecht für die Bezirksausschüsse. Inhaltlich sprach er sich in der Bezirksversammlung 1961 gegen den damals geplanten (und dann später auch realisierten) Wohnungsbau zwischen Hindenburgstraße und City Nord aus. Stattdessen sollten dort Grünanlagen entstehen. 1966 forderte er, anstelle des Bades im Hamburger Stadtpark ein neues Sommerbad nördlich der Alten Wöhr zu bauen.